# Greenwood (Indiana)
Greenwood – miasto w Stanach Zjednoczonych, w stanie Indiana, w hrabstwie Johnson.